# اگنبورگ
اگنبورگ (به آلمانی: Eggenburg) یک شهر در اتریش است که در ناحیه هورن واقع شده‌است. اگنبورگ ۳٬۶۴۵ نفر جمعیت دارد.